# 赫里霍里夫卡 (扎波羅熱區)
47°41′37″N 35°21′28″E / 47.69361°N 35.35778°E
赫里霍里夫卡（烏克蘭語：Григорівка）是位於烏克蘭東南部的村莊，由扎波羅熱州扎波羅熱区的新亞歷山德里夫卡市鎮負責管轄。該村始建於1773年，面積31.4平方公里，海拔高度36米，2001年人口1,205，人口密度每平方公里38.4人。